# Chamber TV
Chamber TV is een Luxemburgse televisiezender die uitzendingen brengt vanaf het Luxemburgse parlement wanneer er vergaderingen zijn.
De zender is in Europa vrij te ontvangen via satellietpositie Astra 23,5°O. De zender is ook wereldwijd te bekijken via internet.